# Julian Assange
Julian Paul Assange (/əˈsɑːnʒ/; 3 de juliol de 1971) és un programador australià, fundador i editor de WikiLeaks. Assange va començar WikiLeaks el 2006, però no va despertar l'atenció internacional fins al 2010, quan WikiLeaks va publicar documents a través de Chelsea Manning. Aquestes filtracions incloïen el vídeo Collateral Murder (abril de 2010), els diaris de guerra de l'Afganistan (juliol de 2010) i els de la guerra de l'Iraq (octubre de 2010), i la filtració de documents diplomàtics dels Estats Units coneguda com CableGate (novembre de 2010). Després de les filtracions de 2010, el Govern federal dels Estats Units va iniciar una investigació criminal sobre WikiLeaks i va demanar suport a les nacions aliades.
El novembre de 2010, Suècia va activar una ordre d'arrest internacional d'Assange. Havia estat interrogat tres mesos abans per acusacions d'agressions sexuals i violació. Assange ho va negar, i va expressar preocupació per la possibilitat de ser extradit de Suècia als Estats Units a causa del seu paper en la publicació de documents confidencials americans. Assange es va lliurar a la policia britànica el 7 de desembre de 2010, i fou retingut durant deu dies abans de ser alliberat sota fiança. Després de perdre el cas sobre la seva extradició, va trencar la seva fiança i va partir. L'Equador li va concedir asil l'agost de 2012, i de llavors ençà residí a l'ambaixada equatoriana a Londres fins a la seva detenció el 2019. El 12 de desembre de 2017 li fou concedida la nacionalitat equatoriana.
Durant les primàries presidencials de 2016 del Partit Demòcrata dels Estats Units, WikiLeaks va publicar correus enviats i rebuts per la candidata Hillary Clinton des del seu servidor privat de correus quan era Secretària d'Estat. Segons dos politòlegs, WikiLeaks va publicar els correus estratègicament quan Clinton millorava els seus resultats segons les enquestes. Després que el Partit Demòcrata, juntament amb experts en ciberseguretat, afirmessin que agents d'intel·ligència russos havien accedit a correus relacionats amb la campanya de Clinton i els havien filtrat a WikiLeaks, Assange digué que Clinton estava causant "histèria sobre Rússia." Va negar repetidament qualsevol connexió o cooperació amb Rússia en relació amb les filtracions.
El 19 de maig de 2017, la fiscalia sueca va aturar la seva investigació sobre l'acusació de violació d'Assange i va demanar revocar l'euroordre de detenció. Tot i que era lliure per sortir de l'ambaixada, podia ser detingut per haver trencat les condicions de fiança. La Metropolitan Police Service de Londres va indicar que seguia havent-hi una ordre de detenció d'Assange per això. El 27 de juliol de 2018 el president de l'Equador Lenín Moreno va anunciar que havia començat a conversar amb les autoritats britàniques sobre la retirada de l'asil a Assange.
El desembre, Assange va rebutjar una oferta que el permetia sortir de l'ambaixada amb la garantia que el Regne Unit no l'extradiria a qualsevol país amb pena de mort. L'11 d'abril de 2019, Assange fou detingut per la policia metropolitana dins de l'ambaixada equatoriana. El fundador de WikiLeaks va ser portat a la presó de màxima seguretat de Belmarsh, al sud de Londres, acusat del trencament de la llibertat provisional.
Nils Melzer, relator especial de l'ONU sobre la tortura i altres tractes o penes cruels, inhumans o degradants, considerà que no tindria un judici just, considerant que es tractava d’un greu cas de persecució política. Per a Amnistia Internacional, que s'oposà també a la possibilitat que fos extradit als EUA, Assange estaria seriosament exposat a patir condicions inhumanes d’empresonament, en un aïllament total equiparable al maltractament i la tortura.

## Biografia

### Primers anys
Nascut a Townsville, Queensland, Assange és fill de Christine Ann Hawkins, una artista visual, i John Shipton, un activista anti-guerra i constructor. La parella s'havia separat abans del naixement d'Assange.
Quan tenia un any, la seva mare es va casar amb Richard Brett Assange, un actor amb qui tenia una petita companyia teatral. Es van divorciar al voltant de 1979. Christine Assange va començar una relació amb Leif Meynell, també conegut com a Leif Hamilton, membre d'un culte australià, amb qui va tenir un fill abans que se separessin el 1982. Assange va tenir una infantesa nòmada, i havia viscut en més de trenta ciutats australianes durant la seva adolescència, fins que es va establir amb la seva mare i el seu germanastre a Melbourne, Victòria.
Va estudiar en diverses escoles, entre les quals la Goolmangar Primary School a Nova Gal·les del Sud (1979–1983) i la Townsville State High School, i també va ser educat a casa. Va estudiar programació, matemàtiques i física a la Universitat Central de Queensland (1994) i a la Universitat de Melbourne (2003–2006), però no va completar cap grau.
Durant la seva adolescència, Assange es va casar amb Teresa, amb qui va tenir un fill el 1989, Daniel Assange, actualment dissenyador de programari. La parella es va separar i inicialment es van disputar la custòdia del seu fill. Assange va ser el cuidador principal durant la major part de la infantesa de Daniel. Assange té altres fills; en una carta oberta al president francès François Hollande, va afirmar que el seu fill més petit viu a França amb la seva mare. També va dir que la seva família havia rebut amenaces de mort a causa de la seva feina, fet que els havia portat a canviar d'identitat i reduir el contacte amb ell.

### Furoner
Assange va començar com a furoner el 1987 sota el nom Mendax. Juntament amb "Trax" i "Prime Suspect", Assange va formar un grup de furoners que van anomenar International Subversives. Durant aquest període, va accedir al Pentàgon i altres parts del Departament de Defensa dels Estats Units, MILNET, la Marina dels Estats Units, la NASA, l'Overseas Telecommunications Commission d'Austràlia; Citibank, Lockheed Martin, Motorola, Panasonic, i Xerox; a més de la Universitat Nacional Australiana, la Universitat La Trobe i SRI International de la Universitat Stanford. El referèndum era un compromís dins el manifest electoral del partit laborista de Tony Blair i va tenir lloc després que aquest partit guanyés les eleccions al Parlament del Regne Unit de 1997. Es creu que Assange va estar involucrat amb el cuc WANK (Worms Against Nuclear Killers) que va afectar la NASA el 1989, malgrat que no ho reconeix.
El setembre de 1991, Assange fou descobert mentre accedia a l'estació mestra de Melbourne de Nortel, una multinacional canadenca de telecomunicacions. La Policia Federal Australiana va punxar la línia telefònica d'Assange, va entrar al seu domicili a finals d'octubre, i el 1994 el va acusar de 31 càrrecs de pirateria i altres crims relacionats. El desembre de 1996, es va declarar culpable de 25 càrrecs (els altres sis es van descartar), i va haver de pagar 2.100 dòlars australians en reparacions. Fou alliberat per bona conducta, evitant una pena més dura a causa de la percebuda absència d'intencionalitat mercenària o malintencionada, i dels problemes que havia tingut durant la infantesa.

### Programació

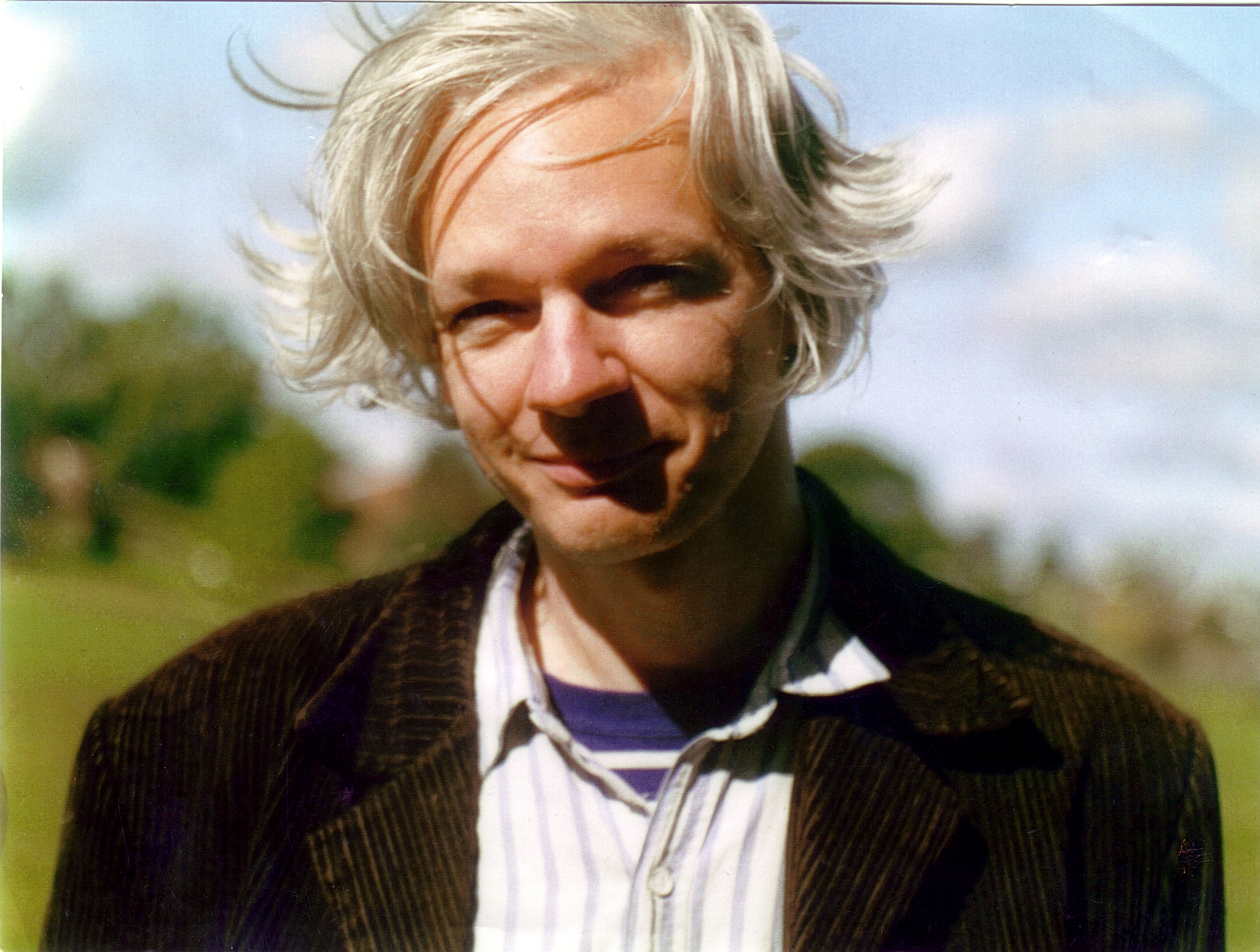
Assange, c. 2006

El 1993, Assange va donar suport tècnic a la Unitat d'Explotació Infantil de la Policia de Victòria, i va col·laborar amb els fiscals. El mateix any, va implicar-se en la creació dels primers proveïdors de servei d'Internet públics d'Austràlia. Va començar a programar el 1994, escrivint o coescrivint l'escàner de ports lliure strobe.c (1995); va col·laborar amb la base de dades de codi obert PostgreSQL (1996); amb el servei NNTPCache (1996); el xifratge de negació Rubberhose (1997), que reflecteix el seu creixent interès en la criptografia; i Surfraw, una interfície per cercadors (2000). Durant aquest període, també va moderar el fòrum AUCRYPTO; va muntar Best of Security, una web que oferia consells sobre seguretat informàtica que arribava als 5.000 subscriptors el 1996; i va contribuir fent recerca al llibre Underground de Suelette Dreyfus sobre els furoners australians, incloent-hi els International Subversives. El 1998, va cofundar la companyia Earthmen Technology.
Assange va afirmar que havia registrat el domini leaks.org el 1999, però que "no havia fet res amb ell." Tanmateix, sí que va publicitar una patent atorgada a la National Security Agency l'agost de 1999, amb tecnologia capaç de capturar informació de veu: "Aquesta patent hauria de fer amoïnar la població. Les trucades internacionals de tothom s'estan punxant, o es podrien punxar properament, transcrivint i arxivant a les entranyes d'una agència d'espionatge estrangera irresponsablement." L'abús sistemàtic de la tecnologia per part de governs contra les llibertats fonamentals va seguir sent una preocupació per Assange — més d'una dècada després, a la introducció del llibre Cypherpunks (2012), Assange va resumir: "Internet, la nostra eina més cabdal per emancipar-nos, s'ha transformat en el facilitador més perillós del totalitarisme que mai hem vist."

## WikiLeaks

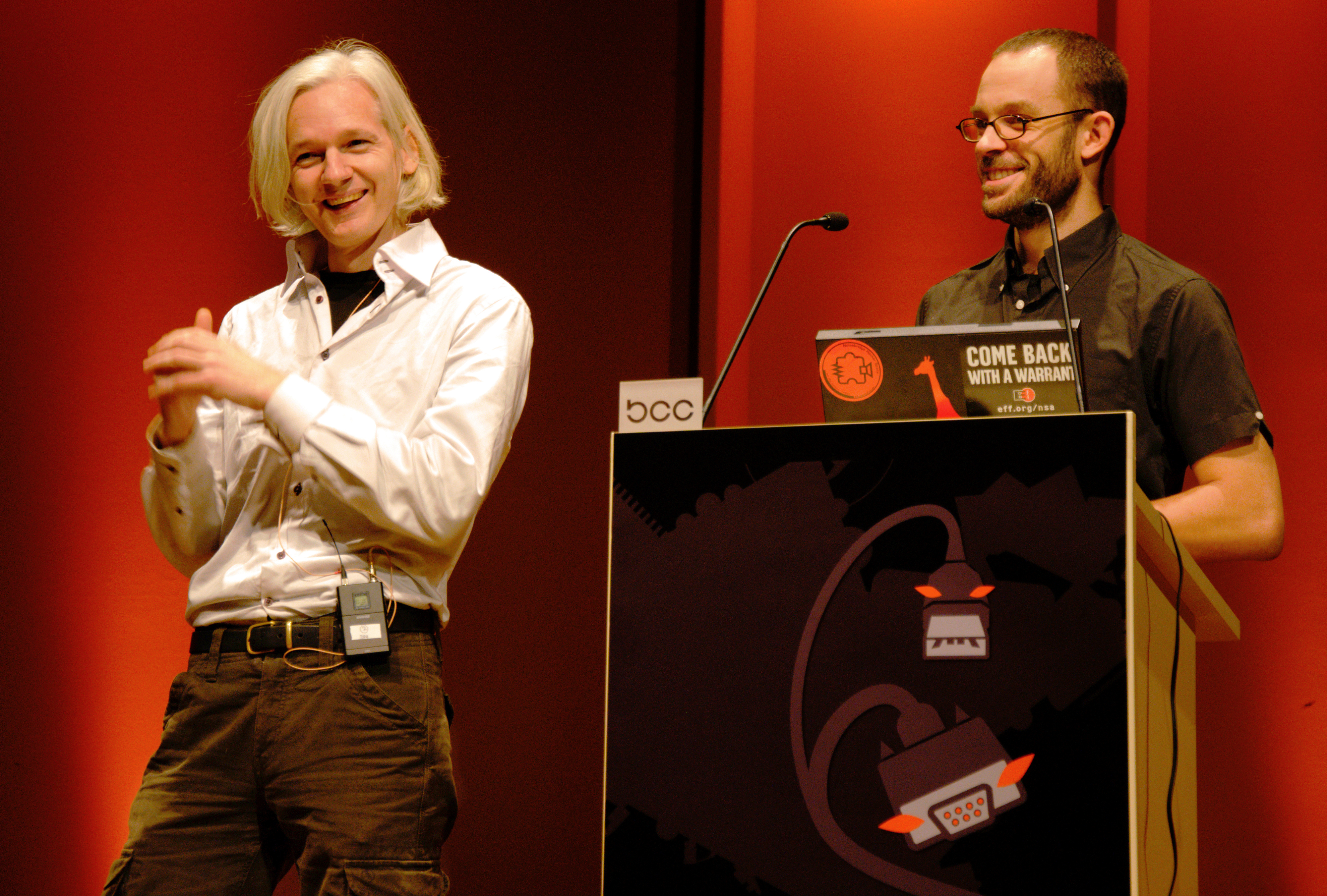
Assange i Daniel Domscheit-Berg al 26C3, a Berlín el desembre 2009

Després del seu període com a estudiant a la Universitat de Melbourne, Assange i altres van establir WikiLeaks el 2006. Assange és membre del consell assessor de l'organització i es descriu a si mateix com a editor en cap. Entre el 2007 i el 2010, Assange va viatjar repetidament per WikiLeaks, visitant Àfrica, Àsia, Europa i Amèrica del Nord.

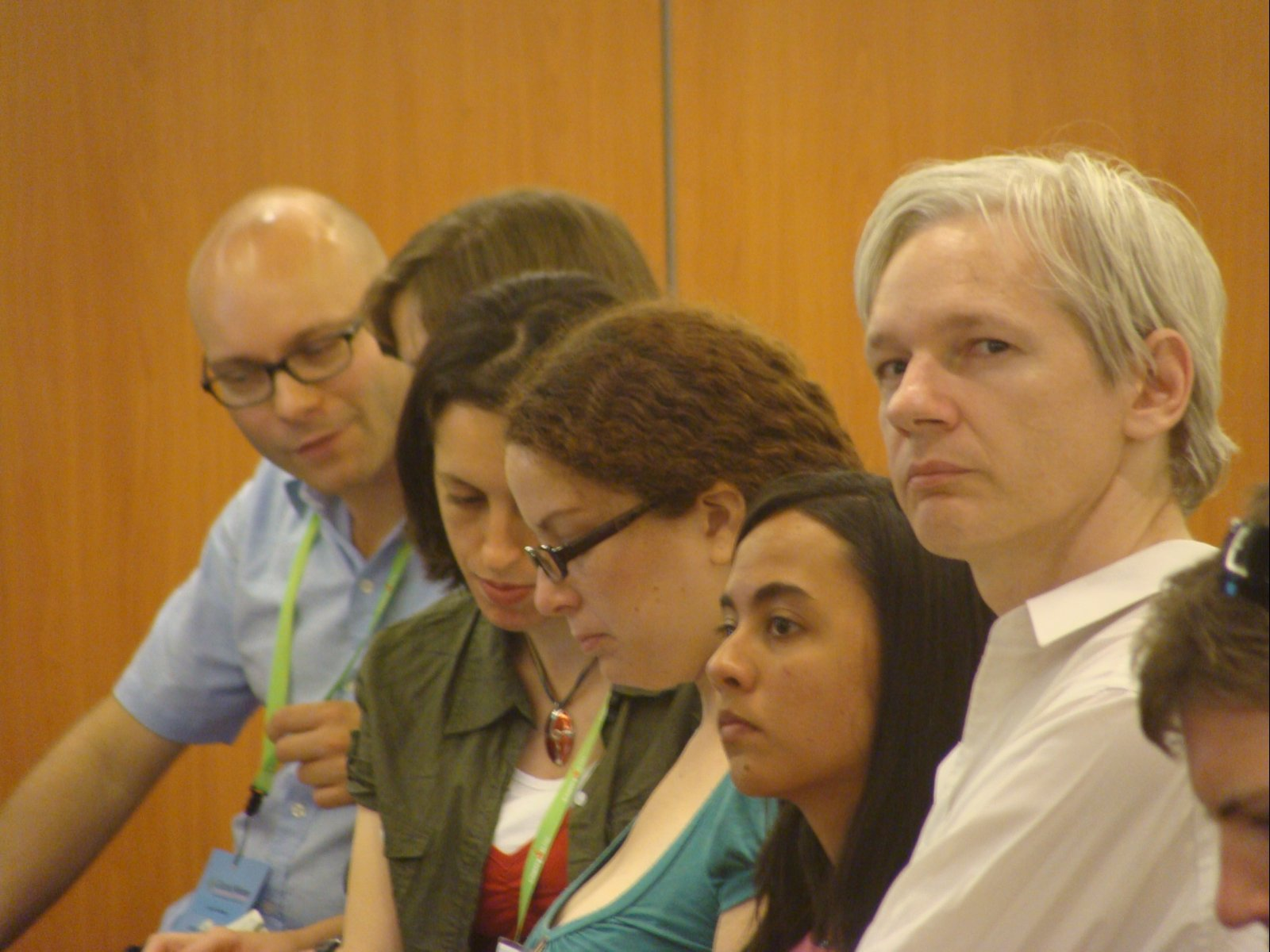

WikiLeaks va filtrar informació i notícies secretes, a més de contingut classificat de fonts anònimes. El 2015, WikiLeaks havia publicat més de 10 milions de documents i anàlisis associades; Assange l'havia descrit com una "gran llibreria dels documents més perseguits del món". El material publicat entre el 2006 i el 2009 va atreure graus diversos de publicitat, però no va ser fins que va començar a publicar documents subministrats per Chelsea Manning que WikiLeaks va donar-se a conèixer àmpliament. Entre el contingut de Manning hi havia el vídeo Collateral Murder (abril de 2010), on es veu com soldats nord-americans disparen fatalment 18 persones des d'un helicòpter a l'Iraq, els diaris de guerra de l'Afganistan (juliol de 2010), els diaris de guerra de l'Iraq (octubre de 2010), 250.000 missatges diplomàtics (novembre de 2010), i els fitxers de Guantánamo (abril de 2011). El Pentàgon va disposar d'un equip de 120 persones per frenar els efectes de les seves filtracions, argumentant que posaven en perill la vida de moltes persones.
L'opinió pública d'Assange en aquell moment era dividida. La primera ministra australiana Julia Gillard va descriure les seves activitats com a "il·legals", però la policia va dir que no havia trencat cap llei d'Austràlia. El vicepresident dels Estats Units Joe Biden i altres el van considerar un "terrorista", i alguns van demanar-ne la seva execució o assassinat. Assange va rebre suport de personalitats, entre les quals el president brasiler Luiz Inácio Lula da Silva, el president de l'Equador Rafael Correa, el president rus Dmitri Medvédev, el líder del Partit Laborista Britànic Jeremy Corbyn (llavors membre del parlament sense càrrec de responsabilitat), el líder de Podem Pablo Iglesias, l'Alta Comissària per als Drets Humans de les Nacions Unides Navi Pillay, l'ambaixadora argentina al Regne Unit Alicia Castro, i activistes i celebritats com Tariq Ali, John Perry Barlow, Daniel Ellsberg, Mary Kostakidis, John Pilger, Ai Weiwei, Michael Moore, Noam Chomsky, Vaughan Smith i Oliver Stone.
L'any 2010 va culminar amb el premi Sam Adams, que Assange va acceptar l'octubre, i una sèrie de distincions el desembre—la tria dels lectors de Le Monde com a persona de l'any, la tria dels lectors de la revista Time com a persona de l'any, un acord per la publicació de la seva autobiografia per almenys 1,3 milions de dòlars, i la selecció de l'edició italiana de Rolling Stone com a "estrella del rock de l'any".
Assange va anunciar que seria candidat al Senat d'Austràlia el març de 2012 sota el nou Partit WikiLeaks, i es va publicar el llibre Cypherpunks el novembre. El 2012, Assange va conduir un programa de televisió a RT (anteriorment coneguda amb el nom Russia Today), una organització finançada pel govern rus. El mateix any, va analitzar els cables Kissinger guardats als Arxius Nacionals dels Estats Units, i els va publicar en un format indexat. El 15 de setembre de 2014, va comparèixer per videoconferència a la trobada Moment of Truth, organitzada per Kim Dotcom a Auckland.
El següent febrer va guanyar la Medalla d'Or de la Sydney Peace Foundation, prèviament només lliurada a Nelson Mandela, al Dalai Lama i al líder espiritual budista Daisaku Ikeda. Dues setmanes després, va demanar registrar la marca "Julian Assange" a Europa, que s'havia de fer servir per "parlaments en públic; serveis com a reporter de notícies; publicació de text més enllà de textos publicitaris; serveis educatius; serveis d'entreteniment." Durant diversos anys va ser membre del sindicat de periodistes australià i encara n'és membre honorari, va guanyar el premi Martha Gellhorn per Periodisme el juny, i el premi Walkley per la contribució més excepcional al periodisme el novembre, havent guanyat anteriorment el UK Media Award d'Amnistia Internacional el 2009 per l'exposició d'uns assassinats extrajudicials a Kenya en la investigació titulada The Cry of Blood ('El plor de la sang').

## Investigació criminal als Estats Units

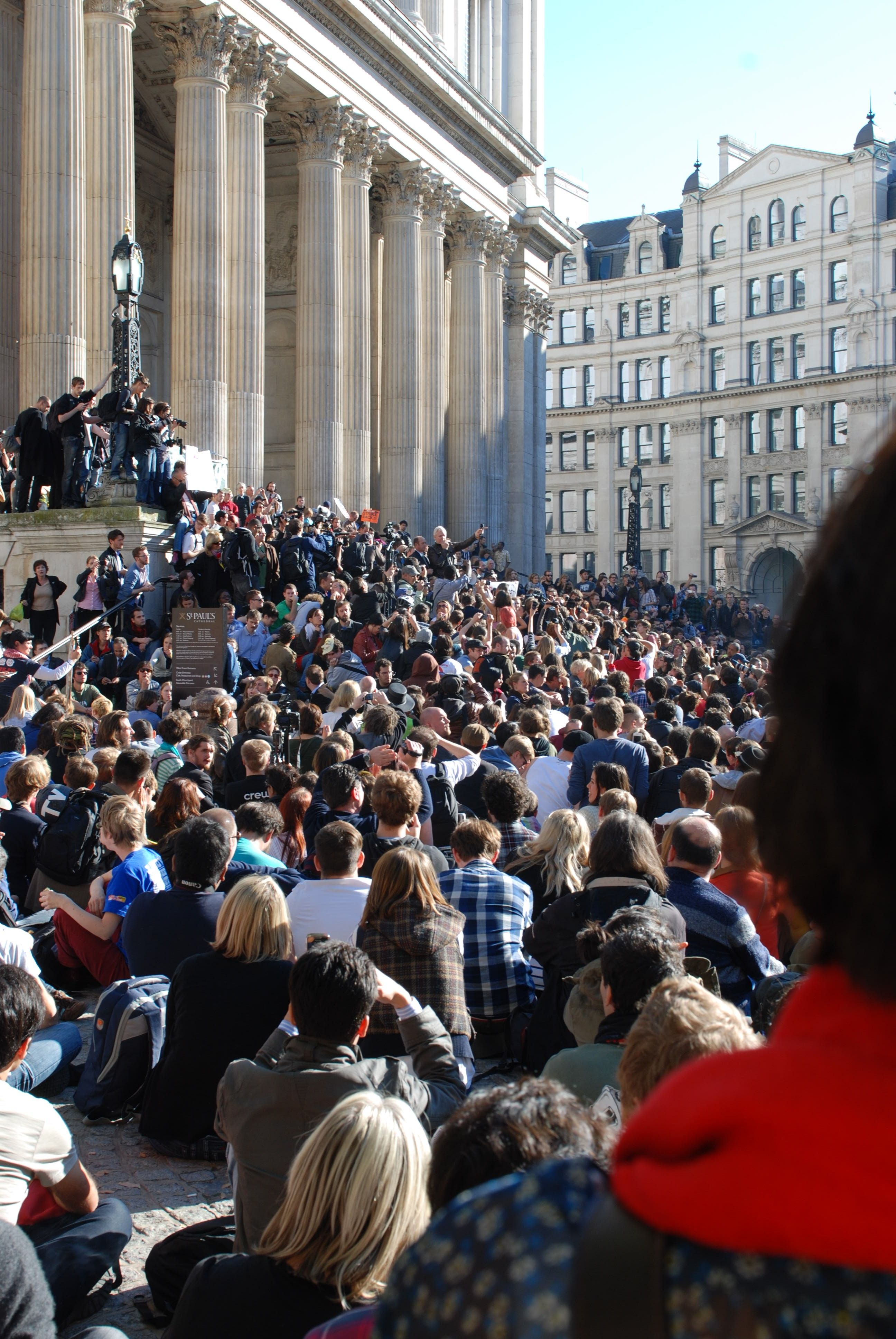
Assange parla a les escales de la Catedral de Saint Paul a Londres el 16 d'octubre de 2011.

Després que WikiLeaks publiqués el material Manning, les autoritats nord-americanes van començar a investigar WikiLeaks i Assange per perseguir-los per espionatge. El novembre de 2010, el fiscal general Eric Holder va afirmar que hi havia "una investigació criminal activa en progrés" sobre WikiLeaks. A través de documents legals filtrats es va saber que Assange i la resta eren investigats per un grand jury a Alexandria (Virgínia). Un correu d'un empleat de la consultora d'intel·ligència Strategic Forecasting, Inc. (Stratfor) el 2012 es va filtrar que tenien "una acusació segellada contra Assange." El govern americà va negar l'existència de tal acusació.
El desembre de 2011, els fiscals del cas Manning van revelar l'existència de xats entre Manning i un suposat interlocutor de WikiLeaks que creien que era Assange; ell ho va negar, titllant la suposada connexió de "disbarats absoluts". Els registres de xat es van presentar com a prova al tribunal militar de Manning el juny-juliol de 2013. Els fiscals van argumentar que havien mostrat com WikiLeaks va ajudar a Manning per fer enginyeria inversa amb una contrasenya, si bé les proves que l'interlocutor era Assange eren circumstancials, i Manning insistí que actuava sola.
Separadament, Assange era investigat per "diverses agències governamentals" a part del gran jurat, més notablement, per la FBI. Els documents legals publicats el maig de 2014 suggereixen que Assange seguia sota investigació alhora.
Alguns documents Snowden publicats el 2014 mostren que el govern nord-americà va situar Assange a la "Cronologia de persecució de 2010", i al mateix període va demanar als seus aliats que obrissin investigacions criminals sobre Assange. Als mateixos documents hi havia una proposta de la National Security Agency (NSA) per designar WikiLeaks un "actor estranger amb males intencions", incrementant així la seva vigilància a l'organització.
El 26 de gener de 2015, WikiLeaks va informar que Google havia notificat tres membres de l'organització que l'empresa havia complert amb una ordre federal d'un tribunal de districte nord-americà i havia entregat els seus correus i metadades el 5 d'abril de 2012. En aquell moment, l'ordre del tribunal prohibia a Google revelar l'existència de l'ordre, però una ordre subsegüent sí que els donava permís per notificar WikiLeaks de l'existència de l'ordre i que Google l'havia complert. Les ordres citaven les seccions 371, 641, 793(d), 793(g) i 1030 del Codi Penal Nord-Americà, que inclouen espionatge, conspiració per intentar fer espionatge, robatori o conversió de propietat pertanyent al govern dels Estats Units, violació de la llei de frau i abús informàtic, i conspiració general. Segons declaracions de WikiLeaks, les suposades ofenses podrien arribar als 45 anys de presó per Assange i la resta de membres de WikiLeaks.
En una sol·licitud al tribunal el 15 de desembre de 2015, els Estats Units van confirmar la "naturalesa sensitiva del procediment actiu sobre la qüestió de WikiLeaks." El 20 d'abril de 2017, el govern dels Estats Units va dir a la CNN que s'estaven preparant per presentar càrrecs formals contra Assange.

## Acusacions d'agressions sexuals a Suècia

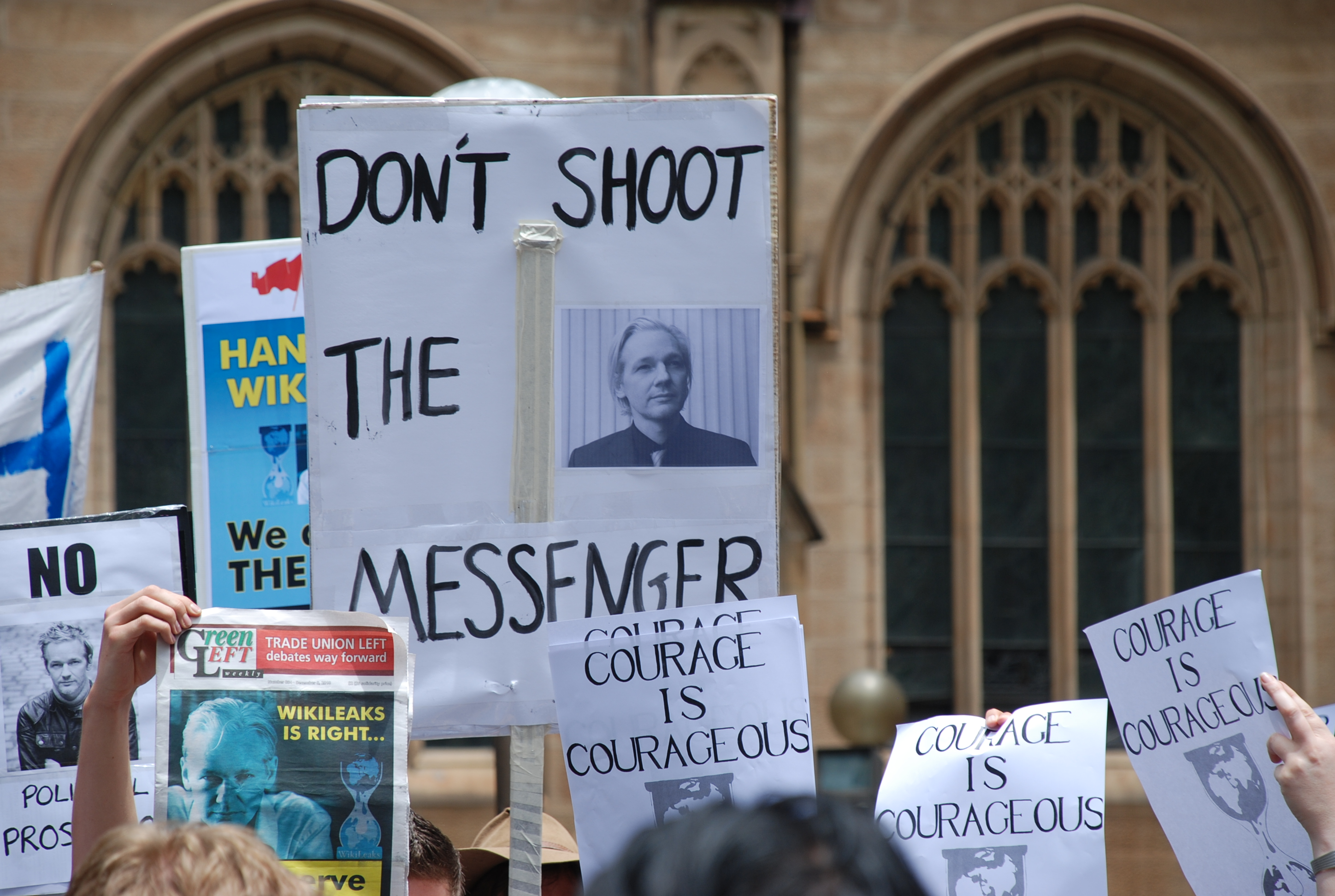
Manifestació en solidaritat amb Assange davant de l'Ajuntament de Sydney, el 10 de desembre de 2010.

Assange va visitar Suècia l'agost de 2010. Durant la visita, dues dones amb qui havia mantingut relacions sexuals el van acusar d'agredir-les sexualment. Després de ser interrogat, inicialment es va tancar el cas, i va poder marxar del país. El novembre de 2010, però, una fiscal especial va reobrir el cas per interrogar Assange sobre dos càrrecs d'assetjament sexual, un de coerció il·legal i un altre de "violació de menor grau" (mindre grov våldtäkt). Assange va negar les acusacions i va dir que no tindria problemes per ser interrogat al Regne Unit.
El 2010, la fiscal va dir que la llei de Suècia no li permetia interrogar ningú per videoconferència o a l'ambaixada de Londres. El març de 2015, després de crítiques públiques d'altres advocats suecs, va canviar de parer i va accedir a interrogar Assange a l'ambaixada equatoriana de Londres, amb les entrevistes començant el 14 de novembre 2016. La policia, els fiscals suecs i autoritats equatorianes es van involucrar en les entrevistes, que es van acabar publicant a Internet. En aquell moment, tots els tres càrrecs menors havien prescrit. Com que la fiscal sueca no havia interrogat Assange el 18 d'agost de 2015, la interrogació només pertanyia a la investigació oberta de "violació de menor grau", que no prescriu fins al 2020.
El 19 de maig de 2017, les autoritats de Suècia van aturar la seva investigació contra Assange, afirmant que no podien esperar que l'Ambaixada de l'Equador es comuniqués de forma fiable amb Assange en relació amb el cas. La fiscal general Marianne Ny va revocar oficialment la seva ordre d'arrest, però va dir que la investigació es podia reprendre si Assange visitava Suècia abans de l'agost del 2020. Va afegir que "no farem cap pronunciament sobre la seva culpabilitat."

## Asil polític i vida a l'ambaixada equatoriana

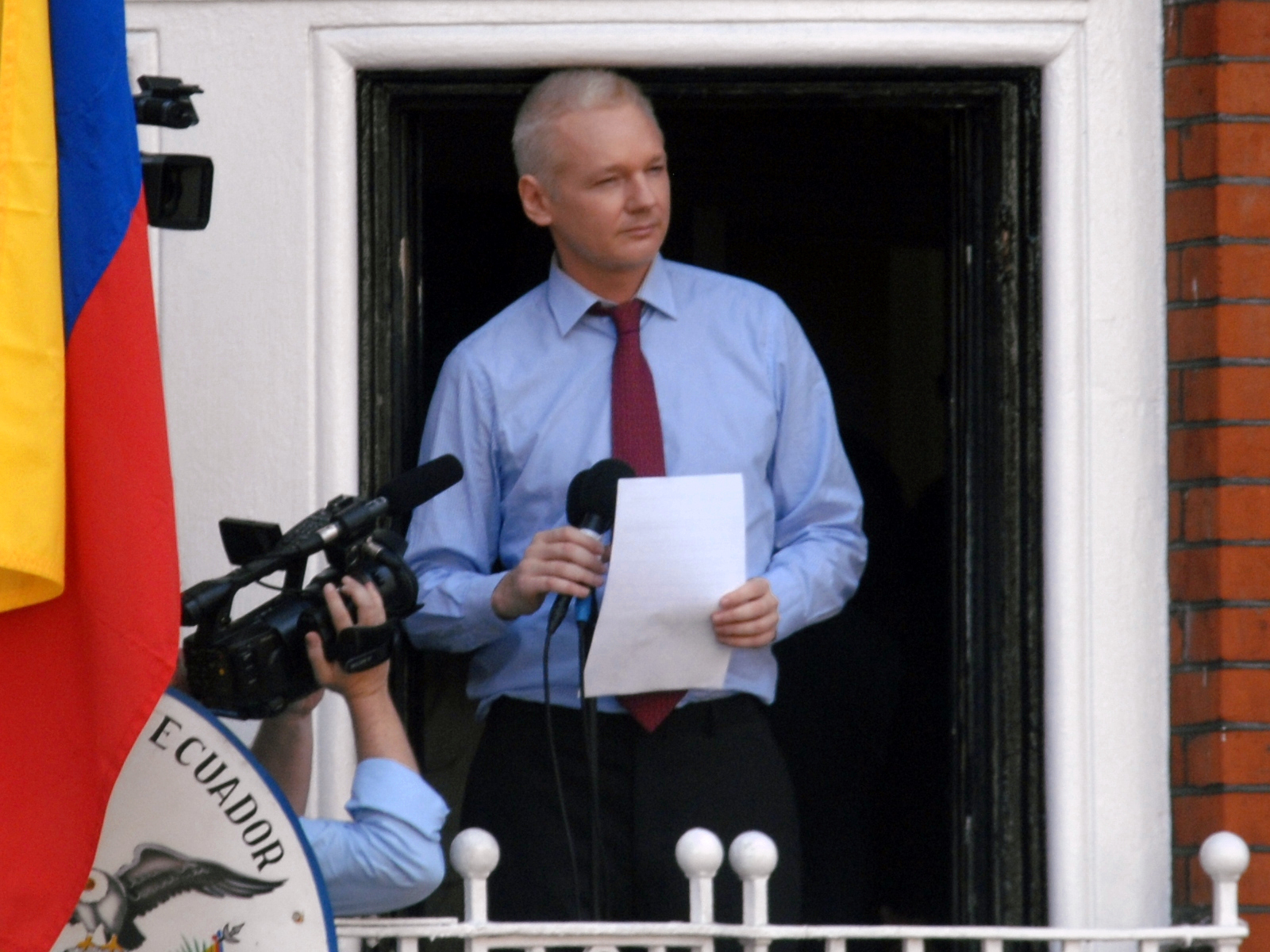
Assange al balcó de l'ambaixada equatoriana a Londres el 2012

El 19 de juny de 2012, el ministre d'afers exteriors de l'Equador Ricardo Patiño va anunciar que Assange havia demanat l'asil polític al país, que el seu govern estava considerant la petició, i que Assange era a l'ambaixada equatoriana de Londres. Assange i els seus seguidors van afirmar que no es preocupaven pels procediments de Suècia, però creien que la seva deportació a Suècia podria portar a una eventual extradició política als Estats Units, on podria enfrontar-se a penes greus per les seves activitats relacionades amb WikiLeaks.

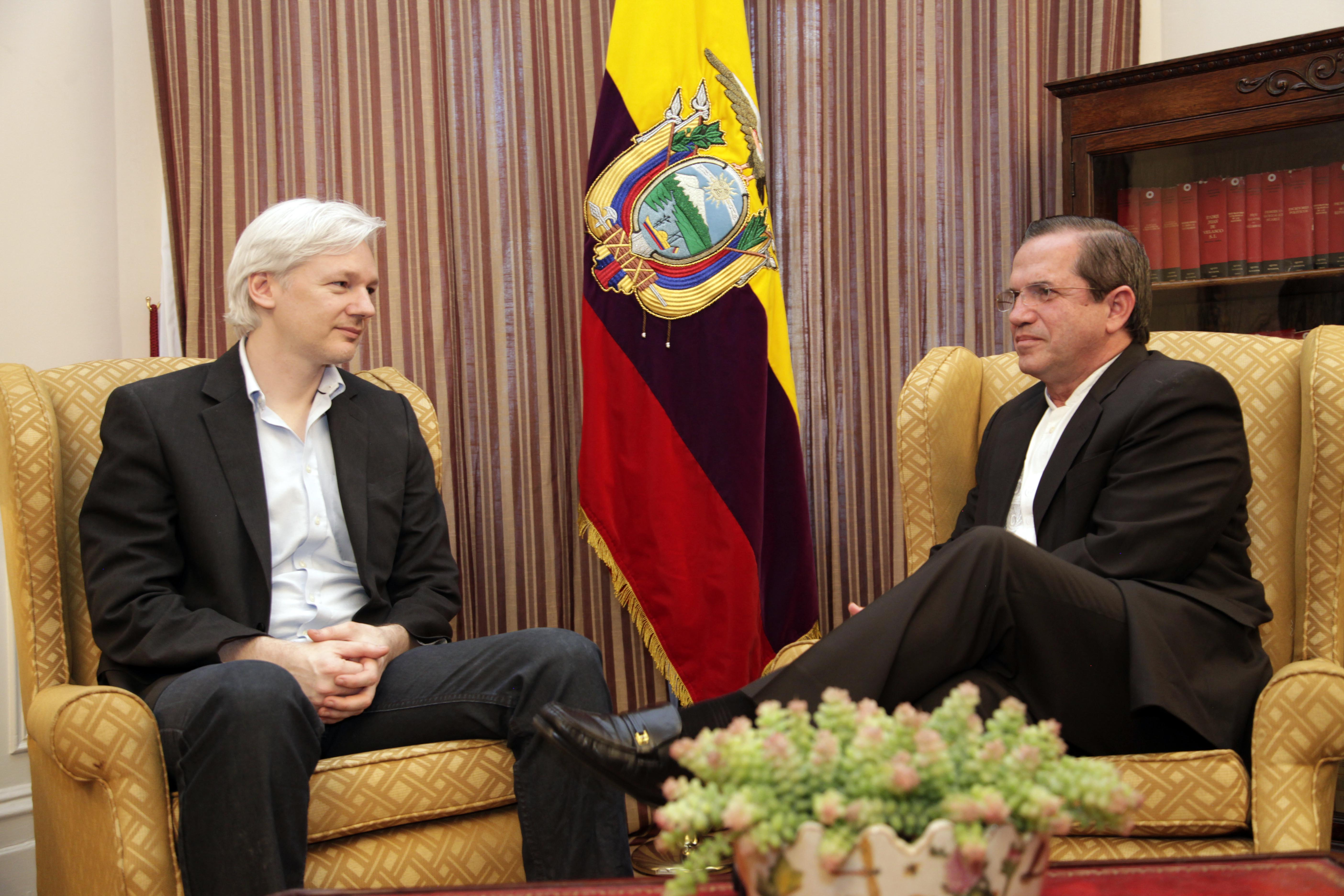
El ministre d'exteriors equatorià Ricardo Patiño en una trobada amb Julian Assange a l'ambaixada equatoriana el 16 de juny de 2013.

El 16 d'agost de 2012, Patiño va anunciar que l'Equador concedia l'asil polític a Assange a causa de l'amenaça que representava la investigació secreta dels Estats Units contra ell i de les diverses amenaces de mort que havia rebut. En la seva declaració formal, l'Equador raonava que "a conseqüència de la defensa reiterada [d'Assange] de la llibertat d'expressió i de la llibertat de premsa... en qualsevol moment, es podria donar una situació en què la seva vida, seguretat o integritat personal corri perill". Els estats de l'Amèrica llatina van expressar el seu suport a Equador. El president Rafael Correa va confirmar el 18 d'agost que Assange podia romandre indefinidament a l'ambaixada, i l'endemà Assange va fer el seu primer discurs des del balcó. Els seguidors d'Assange van perdre 293.500£ en la fiança. Des de llavors, resideix en una oficina convertida en estudi amb l'equipament bàsic d'una residència.
Abans que es concedís l'asil a Assange, el govern britànic va escriure al ministre Patiño dient que sota la llei britànica la policia podia entrar a l'ambaixada i detenir Assange. Patiño va criticar el que va dir era una amenaça, afirmant que "tals accions ignorarien descaradament la Convenció de Viena". Entre el juny de 2012 i l'octubre de 2015 hi havia oficials del Metropolitan Police Service per detenir Assange si sortia de l'ambaixada; es van acabar retirant per motius de cost, si bé la policia va dir que seguirien intentant detenir-lo. El cost de la vigilància podria haver arribat als 12,6 milions de lliures.
L'abril de 2015, durant una videoconferència per promoure el documental Terminal F sobre Edward Snowden, l'ambaixadora de Bolívia a Rússia, María Luisa Ramos Urzagaste, va acusar Assange de posar en risc la vida del president bolivià Evo Morales donant rumors falsos intencionadament als Estats Units segons els quals Snowden era a l'avió del president quan va haver d'aterrar a Viena el juliol del 2013. L'ambaixadora va dir a Assange que "és possible que en aquest gran joc que vas començar el meu president no hi jugués un paper crucial, però el que vas fer no és important pel meu president, però sí per a mi i per als ciutadans del nostre país. I tinc fe que quan vas planejar aquest joc vas considerar-ne les conseqüències". Assange va afirmar que el pla "no era completament honest, però sí que vam considerar que el resultat final hauria justificat les nostres accions. No esperàvem aquest resultat. La intervenció dels Estats Units va causar aquest resultat. Només podem lamentar el que ha passat." Més endavant, en una entrevista amb Democracy Now!, Assange va explicar la història de l'aterratge de l'avió de Morales, dient que després que els Estats Units cancel·lessin el passaport de Snowden, WikiLeaks va pensar altres estratègies per portar-lo a l'Amèrica Llatina, i van considerar fer servir els avions privats dels presidents dels països que havien ofert el seu suport. El jet previst era el del president de Veneçuela Nicolás Maduro, però Assange va afirmar que "en el nostre llenguatge en clau que fèiem servir canviàvem deliberadament el jet presidencial que consideràvem pel jet bolivià […] i en algunes de les nostres comunicacions, vam parlar deliberadament sobre això en línies obertes amb advocats als Estats Units. I no hi vam donar més importància. […] No crèiem que fos més que una simple distracció." Finalment, no es va aplicant el pla i, aconsellat per Assange, Snowden va demanar asil a Rússia.

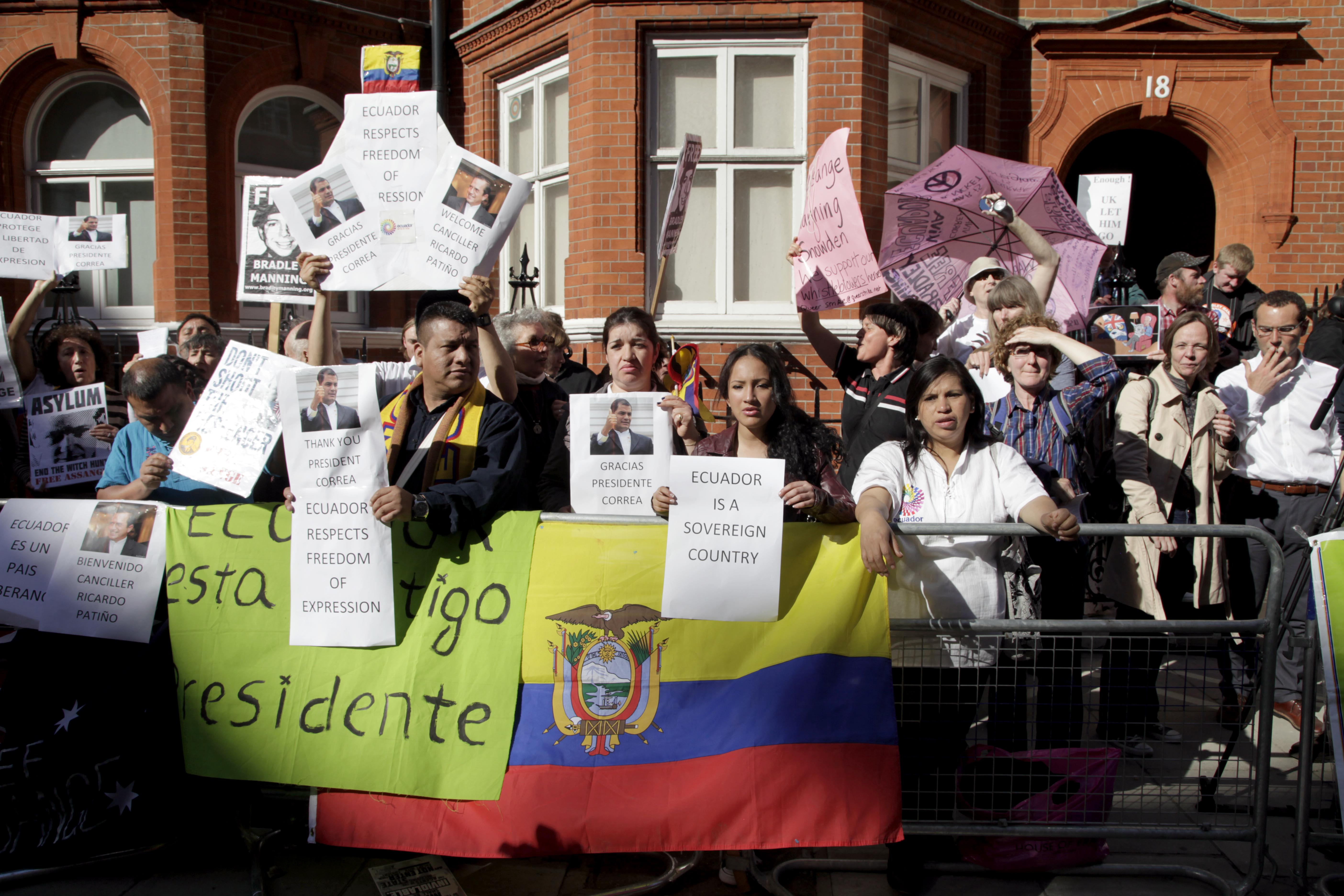
Manifestació fora de l'ambaixada equatoriana a favor de l'alliberament d'Assange, 16 de juny de 2013.

El diari francès Le Monde, a la seva edició del 3 de juliol de 2015, va publicar una carta oberta d'Assange al president francès François Hollande en què Assange demanava al govern francès que li concedís l'estatus de refugiat. Assange va escriure que "només França té ara la capacitat d'oferir-me la protecció necessària contra, i només contra, la persecució política de la que ara sóc objecte." A la carta, Assange afegí que "acollint-me, França faria un gest humanitària i probablement també simbòlic, encoratjant tots els periodistes i reveladors de secrets ... Només França pot ara oferir-me la protecció necessària ... Si ho vol, França pot actuar." En declaracions del Palau de l'Elisi el 3 de juliol, en resposta a la carta, el president francès va dir que "França no pot complir la seva petició. La situació del senyor Assange no presenta un risc immediat de perill."
El 4 de juliol, en resposta a la negativa de França, un portaveu d'Assange va negar que Assange hagués fet oficialment una petició d'asil a França. En representació d'Assange, Baltasar Garzón, cap del seu equip legal, va dir que Assange havia enviat la carta oberta al president François Hollande; però Assange només havia expressat el seu desig "de ser acollit a França si, i només si, les autoritats competents prenien la iniciativa."
El 16 d'agost de 2016, l'advocat d'Assange al Regne Unit, John Jones, fou trobat mort, segons informacions inicials, després de ser atropellat per un tren en un aparent suïcidi. Una investigació posterior va trobar que l'advocat havia saltat a la via sense ningú al seu voltant, i que havia estat admès des del març a un hospital psiquiàtric privat amb diversos problemes de salut mental, incloent-hi un trastorn bipolar. Juntament amb la mort de l'advocat de WikiLeaks Michael Ratner d'un càncer el maig, la mort dels dos advocats en un curt termini va suscitar teories de la conspiració, i una piulada de WikiLeaks el 21 d'agost deia que la investigació va determinar que no era un suïcidi. Alguns usuaris de Twitter van creure que això implicava un assassinat, però l'article que s'hi enllaçava explicava que la investigació trobava que l'hospital n'era el culpable en deixar que Jones sortís, ja que cal competència mental per a un suïcidi. L'endemà, el 22 d'agost, un home va escalar les parets de l'ambaixada, però fou capturat pels cossos de seguretat de l'ambaixada.
El setembre de 2016, Assange va dir que acceptaria ser empresonat als Estats Units a canvi que el president Barack Obama indultés Chelsea Manning. Obama va commutar la sentència de Manning el 17 de gener de 2017. L'endemà, a la seva última roda de premsa com a president, va afirmar que "no paro massa atenció a les piulades del senyor Assange, així que en aquesta ocasió no hi vaig fer cas." El mateix dia, l'advocat als Estats Units d'Assange Barry Pollack va dir que Assange "havia demanat l'indult de Chelsea Manning i que fos alliberada immediatament." Així, Pollack va mantenir que la commutació de la pena —que especificava que Manning quedaria en llibertat quatre mesos després — no complia les condicions d'Assange. El 17 de maig de 2017, Manning fou alliberada. Dos dies després, Assange va aparèixer al balcó de l'ambaixada i va dir al públic que, malgrat que s'havia aturat la investigació a Suècia, romandria a l'ambaixada per evitar l'extradició als Estats Units.
El 17 d'octubre 2016, WikiLeaks va anunciar que un "partit estatal" havia tallat la connexió a Internet a l'ambaixada equatoriana. El govern equatorià va dir que havia tallat "temporalment" la connexió a Internet d'Assange a causa de la publicació de documents a WikiLeaks "que impactaven al campanya electoral als Estats Units". En una entrevista publicada el 29 de desembre, Assange va afirmar que "Internet havia retornat".
A les eleccions generals equatorianes de 2017, el candidat conservador Guillermo Lasso va prometre que si guanyava "demanaria cordialment al senyor Assange que marxés" en 30 dies després que assumís la presidència. El candidat va afegir que l'ambaixada "no és un hotel" i que l'Equador no pot finançar la seva estada allà. Després dels resultats preliminars a la segona volta de les eleccions, segons els quals Lasso perdia, Assange li va respondre amb el mateix llenguatge. Va piular: "Invito cordialment Lasso a marxar de l'Equador (amb els seus milions en paradisos fiscals o sense)".
El 6 de juny de 2017, Assange va donar el seu suport a la filtradora de la NSA Reality Winner a través de Twitter, i va oferir 10.000 dòlars com a recompensa per informació d'un reporter de The Intercept que suposadament hauria ajudat el govern americà a identificar Winner com la filtradora. Assange va penjar a Twitter: "Reality Leight [sic] Winner no és un Clapper o Petraeus amb 'immunitat d'elit'. És una dona jove contra un mur per parlar amb la premsa."
El 28 de març de 2018, l'Equador va tornar a tallar la connexió a Internet d'Assange "per prevenir més danys potencials". Els oficials van dir que les publicacions recents a les xarxes socials denunciant la detenció de Carles Puigdemont "posava en risc" les relacions de l'Equador amb les nacions europees. Actualment, Assange no és actiu a cap xarxa social. El maig de 2018, The Guardian va informar que durant cinc anys, l'Equador s'havia gastat almenys 5 milions de dòlars a través de pressupostos en intel·ligència per protegir Assange a la seva ambaixada, "fent servir una companyia de seguretat internacional i agents secrets per monitorar els seus visitants, membres de l'equip de l'ambaixada i fins i tot la policia britànica." Entre els visitants hi havia "individus relacionats amb el Kremlin." Les autoritats equatorianes també haurien previst ajudar Assange a escapar si les autoritats britàniques empraven la força per entrar a l'ambaixada i capturar-lo. The Guardian també va informar que documents i "una font que preferia ser anònima" indicaven que el 2014, Assange havia "compromès" el sistema de comunicacions de l'ambaixada i havia establert el seu propi enllaç a Internet per satèl·lit. "Penetrant al tallafoc de l'ambaixada," Assange podria haver "accedit i interceptat les comunicacions oficials i privades del personal." Segons The Guardian, això va ser negat per WikiLeaks i titllat de "difamació anònima alineada amb la persecució britànica-americana contra el senyor Assange."

## Detenció, empresonament i judici
L'11 d'abril de 2019, Assange fou detingut per la policia metropolitana dins de l'ambaixada equatoriana. Assange fou empresonat a la presó de Belmarsh, i el 2 de maig de 2019 es van iniciar les audiències sobre la sol·licitud del govern dels Estats Units d'extradir-lo.
La jutgessa Vanessa Baraitser en rebutjà l'extradició el dia 4 de gener de 2021 per motius de salut mental, al·legant que "hi ha un risc real de suïcidi" que "no impedirien" les dures condicions de les presons nord-americanes.
A finals del juny de 2021 en un reportatge d'un diari islandès es donava a conèixer que un testimoni clau de la causa plantejada pel Departament de Justícia dels Estats Units contra Assange havia mentit i testificat en fals per evitar-se l'obertura d'una causa contra la seva persona.
L'abril del 2022 la justícia britànica va presentar formalment l'ordre d’extradició de Julian Assange.
El 24 de juny de 2024 Julian Assange fou alliberat en arribar a un acord amb el qual es declarava culpable de violar la llei d'Espionatge i la sentència de 62 mesos de presó que se li imposaria es donaria per complerta pel temps que ja havia complert empresonat al Regne Unit des de l'any 2019 i se li permetria el retorn a Austràlia.

## Valoració del cas Assange per part de les Nacions Unides i Amnistia Internacional
El 5 de febrer de 2016, el Grup de Treball sobre la Detenció Arbitrària de les Nacions Unides va concloure que Assange havia estat subjecte d'una detenció arbitrària pels governs britànic i suec des del 7 de desembre de 2010, incloent-hi la seva estada a la presó, la llibertat condicional i l'ambaixada equatoriana. Segons el grup, Assange hauria de ser lliure i rebre una compensació.
Ambdós governs van rebutjar l'afirmació. El Secretari d'Estat britànic, Philip Hammond, va dir que era "ridícul" i que el grup estava "compost per gent comuna", i va considerar Assange "un fugitiu de la justícia" que "pot marxar quan vulgui." La fiscalia britànica i sueca va dir que la conclusió del grup era irrellevant. El Regne Unit va dir que detindria Assange si sortia de l'ambaixada. Mark Ellis, director executiu de la International Bar Association, va declarar que la conclusió "no és vinculant segons la llei britànica." Zeid Ra'ad al Hussein, Alt Comissariat pels Drets Humans a les Nacions Unides, va afirmar que el resultat es basa en lleis internacionals vinculants.
Per a Amnistia Internacional, que s'oposà frontalment a la possibilitat que Julian Assange fos extradit als EUA, el fundador de WikiLeaks estaria seriosament exposat a patir condicions inhumanes d’empresonament, en un aïllament total equiparable al maltractament i la tortura. A més, l'organització defensora dels drets humans va considerar que el fet d'haver estat objecte d'una campanya de criminalització per part de les autoritats nord-americanes perjudicava clarament el seu dret a la presumpció d'innocència, i comportava un evident risc de que no s'arribés a fer mai un judici just.

## WikiLeaks i les eleccions presidencials dels Estats Units de 2016
Assange va escriure a WikiLeaks el febrer de 2016: "tinc anys d'experiència amb Hillary Clinton i he llegit milers dels seus missatges diplomàtics. Hillary no té un bon criteri i portarà els Estats Units en infinites guerres estúpides que escampen el terrorisme... certament, no hauria de ser presidenta dels Estats Units." El 25 de juliol, després de la Convenció Nacional Republicana (RNC en anglès), durant una entrevista amb Amy Goodman, Assange va dir que triar entre Hillary Clinton i Donald Trump era com triar entre còlera i gonorrea, afegint que "personalment, preferiria cap dels dos." L'editora de WikiLeaks, Sarah Harrison, va dir que la web no triava quines documents perjudicials publicava, sinó que publicaven la informació que els estava a l'abast.
L'octubre de 2017 es va revelar que durant les eleccions presidencials dels Estats Units de 2016, la donant del Partit Republicà i Cambridge Analytica Rebekah Mercer havia proposat la creació d'una base de dades indexada de domini públic amb els correus de Hillary Clinton, i va enviar la proposta a diverses persones, entre les quals l'executiu en cap de Cambridge Analytica Alexander Nix, que va contactar personalment amb Assange pels correus de Clinton. Assange va respondre a les informacions dient que havia rebutjat la proposta de Nix.
El 4 de juliol de 2016, durant les primàries presidencials del Partit Demòcrata, WikiLeaks va publicar informació i contingut de correus enviats o rebuts per la candidata Hillary Clinton des del seu servidor de correus privat quan era Secretària d'Estat, originalment alliberats pel Departament d'Estat el febrer del 2016 basant-se en una petició FOIA.

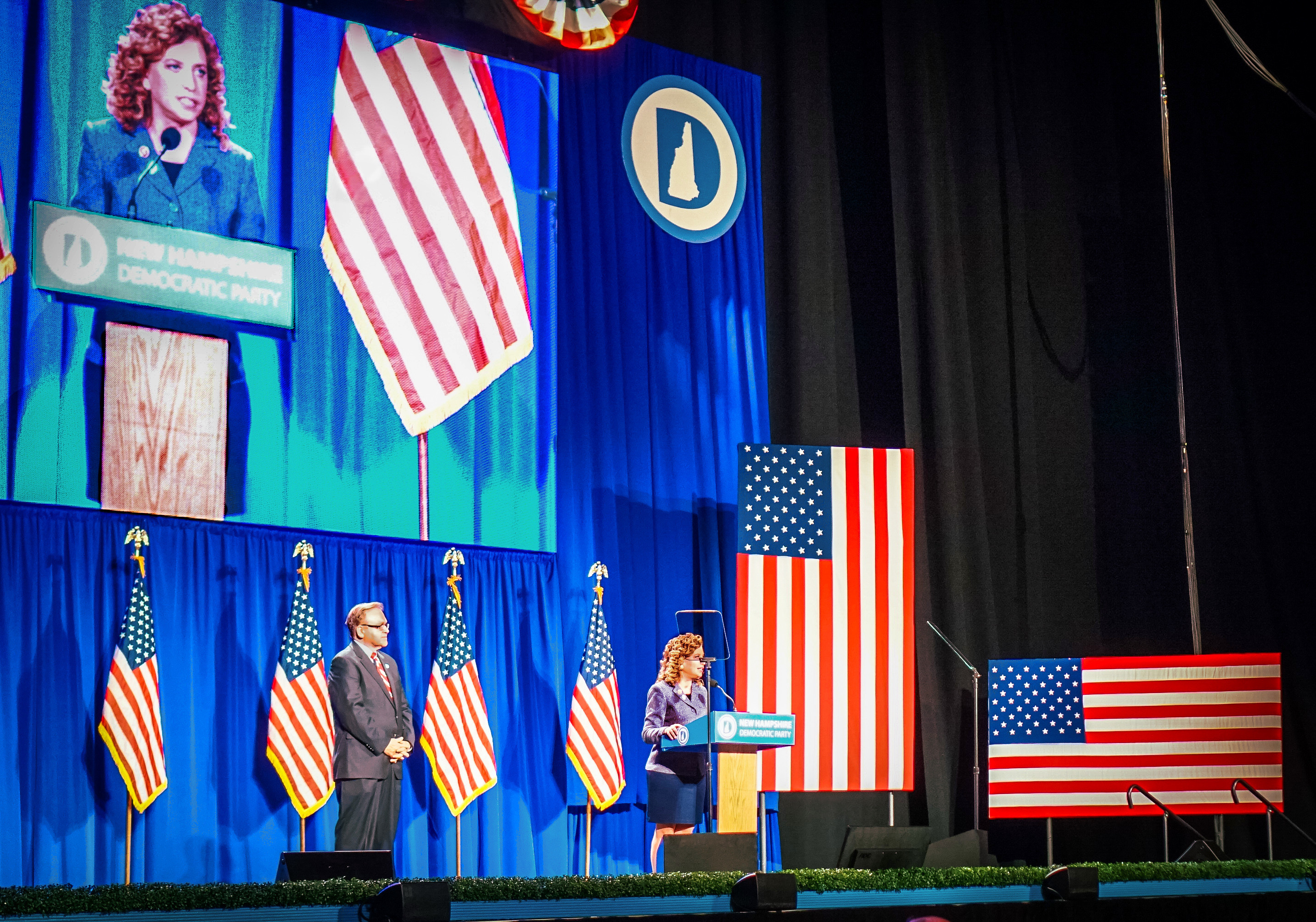
Debbie Wasserman Schultz va dimitir com a presidenta del Comitè Nacional Demòcrata després de les filtracions de WikiLeaks on se suggeria un biaix contra la campanya de Bernie Sanders.

El 22 de juliol de 2016, WikiLeaks va filtrar correus i documents del Comitè Nacional Demòcrata (DNC) on aparentment es presentaven maneres per afeblir Bernie Sanders i afavorir Clinton, fet que va portar a la dimissió de la presidenta del partit, Debbie Wasserman Schultz. The New York Times va informar que "Assange acusava la senyora Clinton d'haver estat entre aquells que demanaven el seu processament..." i que Assange havia programat les filtracions per coincidir amb la Convenció Nacional Demòcrata del 2016. En una entrevista amb Robert Peston d'ITV News Assange va suggerir que veia Hillary Clinton com a enemiga personal.
El 26 d'agost de 2016, Assange va parlar amb Fox News i va dir que Clinton estava causant "histèria sobre Rússia" després que el Partit Demòcrata, juntament amb nombrosos experts en ciberseguretat, afirmés que agents d'intel·ligència russos havien accedit als correus i els havien filtrat a WikiLeaks. El mitjà de difusió rus RT va fer ressò de les declaracions d'Assange.
El 4 d'octubre de 2016, en una trobada per celebrar l'aniversari de WikiLeaks a Berlín, on Assange va assistir per mitjà de videoconferència des de l'ambaixada equatoriana, els periodistes van parlar d'una suposada promesa per revelar més informació contra Hillary Clinton per tal d'afeblir la seva candidatura, anomenant la informació "La Sorpresa d'Octubre". El 7 d'octubre, Assange va publicar una nota de premsa a WikiLeaks filtrant més de 2.000 correus del director de campanya de Clinton, John Podesta. Els correus, que daten entre el 2007 i el 2016, revelen fragments d'un discurs de Clinton per Goldman Sachs el 2013. Als correus, Clinton explicava la seva relació amb Wall Street i com prèviament havia representat la comunitat: "tot i que vaig representar [les persones involucrades en finances] i vaig fer tot el que vaig poder per assegurar-me que seguirien prosperant, vaig demanar tancar una llacuna d'interessos meritats i adreçar els augments vertiginosos dels salaris d'executius en cap. Així que quan vaig avisar d'hora sobre les hipoteques subprime i vaig demanar regular derivades i productes financers complexos, no vaig tenir grans problemes, perquè la gent va dir, no, això té sentit."
Segons el politòleg de Harvard Matthew Baum i el politòleg del College of the Canyons Phil Gussin, WikiLeaks va publicar estratègicament els correus relacionats amb la campanya de Clinton quan aquesta millorava els seus resultats segons les enquestes. El vespre de les eleccions presidencials, Assange va escriure una nota de premsa adreçant les crítiques rebudes per publicar el material sobre Clinton a WikiLeaks. "Publiquem el material que se'ns proporciona si és d'importància política, diplomàtica, històrica o ètica, i si no s'ha publicat mai abans. Quan tenim material que compleix aquests criteris, publiquem." Assange va explicar que la web va rebre informació pertinent relacionada amb les filtracions del DNC i de la campanya de Clinton, però que no en va rebre de Donald Trump, Jill Stein o Gary Johnson, i que per tant no podia publicar res al respecte. Assange ha denegat consistentment qualsevol connexió o cooperació amb Rússia en relació amb les filtracions que van afeblir Clinton i el Partit Demòcrata.

## Acusacions d'antisemitisme
L'editor Ian Hislop va afirmar que Assange "va dir que jo i Private Eye hauríem d'avergonyir-nos per formar part de la conspiració internacional per desprestigiar WikiLeaks" i que el seu article "era un intent evident de privar Assange i la seva organització de suport i donacions jueves." Assange va respondre a les acusacions de la revista dient que eren falses i que provenien de "distorsions" d'Ian Hislop. L'1 de març de 2011, Assange va publicar una nota on deia que "Hislop ha distorsionat, inventat o recordat malament gairebé tota afirmació o frase significativa. Especialment, la 'conspiració jueva' és totalment falsa, en esperit i en paraules. És seriós i molest. Valorem el nostre fort suport i personal jueu, de la mateixa manera que valorem el suport dels activistes per la democràcia panàrabs i altres que comparteixen la nostra esperança per un món just."

## Premis i reconeixements
El 2008 dintre dels "Freedom of Expression Awards" entregats per la publicació "Index Magazine", Julian Assange va rebre el "The Economist New Media Award".
Assange va rebre el "Premi Amnistia Internacional dels Mitjans britànics" del 2009, atorgat per denunciar els assassinats extrajudicials a Kenya amb la investigació titulada The Cry of Blood – Extra Judicial Killings and Disappearances. En acceptar el premi, va dir: "És un reflex de la valentia i la fortalesa de la societat civil de Kenya que aquesta injustícia es documentés. A través de l'enorme tasca d'organitzacions com la Fundació Oscar, KNHCR, Mars Group Kenyai i d'altres comptem amb el suport principal que necessitàvem per exposar aquests assassinats al món."
El 2010 Assange va ser guardonat amb el Premi Sam Adams. Al setembre de 2010, Assange va ser elegit com el número 23 entre "Les 50 figures més influents del món del 2010" per la revista britànica New Statesman. La revista Utne Reader, en la seva edició de novembre-desembre, va classificar a Assange com un dels "25 visionaris que estan canviant el seu món". També el 2010 va ser el personatge més votat pels lectors de la revista Time a l'enquesta de la "Persona de l'Any de la Revista Time". Els lectors del diari francès Le Monde també el van escollir com a personatge de l'any 2010 amb el 56% dels vots.
Les publicacions del portal Wikileaks li van fer guanyar el Premi Martha Gellhorn de periodisme el 2011, en anglès "Martha Gellhorn Prize for Journalism".
El 2011 la Sidney Peace Foundation li va atorgar la medalla d'or per la pau en la justícia, en anglès "Gold medal for Peace with Justice", pel seu coratge i iniciativa excepcional en la defensa dels drets humans.
L'any 2013 l'artista i activista Yoko Ono va guardonar Assange amb el "Courage Award for the Arts", un premi creat i entregat per ella mateixa.
El 2020 la Comissió de la Dignitat va fer públic que entregava el "Premi Dignitat" del 2019 a Julian Assange entre d'altres.